# Ismerős a múltból
A Ismerős a múltból (eredeti cím: Somebody I Used to Know) 2023-ban bemutatott amerikai romantikus filmvígjáték, amelyet Dave Franco és felesége, Alison Brie forgatókönyvéből Franco rendezett. A főbb szerepekben Brie, Jay Ellis és Kiersey Clemons látható.
A filmet 2023. február 10-én mutatták be az Amazon Prime Videón.

## Cselekmény
Ally a Dessert Island című, sikeres, de hanyatlóban lévő valóságshow sorozat producere. A évad utolsó epizódjának forgatása után értesítik, hogy a sorozatot törlik. Mivel munkahelyén kívül nincs társasági élete, úgy dönt, szünetet tart és meglátogatja édesanyját Leavenworthben (Washington állam).
Szülővárosában egy bárban összefut régi barátjával, Seannal. Együtt töltik az éjszakát, iszogatnak, és Sean hazaviszi a lányt, ahol a kocsiban csókolóznak. Visszautasítja a nő szex ajánlatát, majd a nő kínosan távozik. Később aznap Sean házába látogat, hogy bocsánatot kérjen az incidensért, de megtudja, Sean azon a hétvégén megnősül, és a családja ünnepséget rendez. Megpróbál elmenni, de Sean édesanyja, Jojo ragaszkodik hozzá, hogy részt vegyen az esküvőn, és lefilmezze azt.
Ally megtudja, hogy Sean menyasszonya, Cassidy** elidegenedett a szüleitől. Gyanakodni kezd Cassidyre, ezért megkéri asszisztensét, Kaylát  hogy derítsen ki valamit Cassidy családjáról. Közben egy streamingszolgáltató érdeklődik a Dessert Island új évada iránt, és találkozni akar Allyvel. Cassidy kényelmetlenül érzi magát Ally jelenlétében az esküvői eseményeken. Egy bárban fellép a punkzenekarával, majd leül Allyvel beszélgetni Seanról. Elmondja neki, hogy a házasság után abbahagyja a turnézást, hogy Sean mellett telepedjen le. Ally észreveszi, hogy Cassidy nem boldog emiatt. Kayla információkat talál Cassidy szüleiről, és Ally megkéri, hogy küldjön nekik névtelen meghívót az esküvőre. Ahogy Ally és Cassidy több időt töltenek együtt, Ally rájön, hogy rosszul ítélte meg Cassidyt. Közös érdeklődésük révén összebarátkoznak, és még meztelenül is futnak együtt egy golfpályán, miután füvet szívtak. Sean-t zavarja a közeledésük.
Az esküvő előestéjén Cassidy meglepődve látja meg a szüleit. Ally nem vallja be, hogy ő hívta meg őket, ezért Cassidy Sean-t hibáztatja, és lefújja az esküvőt. A hotelben Ally megpróbálja jóvátenni a hibáját, és segít, hogy Sean és Cassidy jobban megértsék egymást. Sean rájön, hogy elnyomta Cassidy karrierjét, és bocsánatot kér. Ally vállalja a felelősséget a szülők meghívásáért, mire Cassidy meggondolja magát, és mégis megtartják az esküvőt.
Ally végleg elhagyja az eseményt, és visszatér édesanyjához, akivel őszinte beszélgetést folytat az önazonosságról. Ezután visszatér Los Angelesbe, de megígéri, hogy gyakrabban látogat haza. A Dessert Island új évada zöld utat kap, de Ally átadja a showrunneri feladatokat Kaylának. Ő inkább saját érdeklődési körére koncentrál, és egy új műsorba kezd, amely a naturizmus témájával foglalkozik.
A stáblista közepén egy reklám jelenik meg a Dessert Island 4. évadáról, The Dess-Hurt Locker alcímmel, A bombák földjén stílusában. A készítőként Kayla van feltüntetve.

## Szereplők
| Szerep        | Színész           | Magyar hang     |
| ------------- | ----------------- | --------------- |
| Ally          | Alison Brie       | Györfi Anna     |
| Sean          | Jay Ellis         | Horváth Illés   |
| Cassidy       | Kiersey Clemons   | Lamboni Anna    |
| Benny         | Danny Pudi        | Jéger Zsombor   |
| Jeremy        | Haley Joel Osment | Láng Balázs     |
| Kayla         | Ayden Mayeri      |                 |
| Deedee        | Amy Sedaris       |                 |
| Dar           | Sam Richardson    |                 |
| Ramona        | Zoë Chao          | Nádasi Veronika |
| Christian     | Kelvin Yu         |                 |
| Jamie séf     | Evan Jonigkeit    | Bozsó Péter     |
| Libby         | Julie Hagerty     | Málnai Zsuzsa   |
| Joanne "Jojo" | Olga Merediz      |                 |

### Magyar változat
- Magyar szöveg: Barabás Orsolya
- Hangmérnök: Soltész Márton és Kis Pál
- Vágó: Kis Pál
- Gyártásvezető: Farkas Márta
- Szinkronrendező: Nikodém Gerda
- Produkciós vezető: Fodor Eszter

A szinkront a MAHIR Szinkron Kft. készítette el.

## A film készítése
2021 augusztusában bejelentették, hogy Alison Brie, Jay Ellis és Kiersey Clemons csatlakozott a szereplőgárdához, míg Dave Franco a Brie-vel közösen írt forgatókönyv alapján rendezi a filmet. Az Amazon Studios gyártotta és forgalmazta a filmet a Prime Video-n keresztül. 2021 szeptemberében Julie Hagerty, Haley Joel Osment, Amy Sedaris, Danny Pudi, Zoë Chao, Evan Jonigkeit, Olga Merediz, Ayden Mayeri és Kelvin Yu csatlakozott a stábhoz. Franco elmondta, hogy a film inspirációját az 1980-as és 1990-es évek romantikus vígjátékai adták.
A forgatás 2021 szeptemberében kezdődött Oregon államban, Portlandben és környékén. 2022 augusztusában Brie bejelentette, hogy a film utómunkálatai befejeződtek, és a film elkészült.

## Fogadtatás
A Rotten Tomatoes weboldalon 70%-os értékelést kapott 89 pozitív kritika alapján, az átlagértékelés 6 pont a 10-ből. Az oldal szöveges összefoglalója szerint: „Bár egy élesebb fókuszú film talán még kielégítőbb lett volna, az Ismerős a múltból egy vicces, egyedi árnyalatokkal rendelkező romantikus vígjáték, amely néhány érdekes dolgot is elárul.” A Metacritic oldalán 100-ból 57 pontot kapott 18 kritika alapján, ami „vegyes vagy átlagos értékeléseket” jelent.